# Demonax pendleburyi
Demonax pendleburyi är en skalbaggsart som beskrevs av Fisher 1935. Demonax pendleburyi ingår i släktet Demonax och familjen långhorningar. Inga underarter finns listade i Catalogue of Life.